# Isotomus barbarae
Isotomus barbarae là một loài bọ cánh cứng trong họ Cerambycidae.